# Sinclair QL
Sinclair QL är en dator från Sinclair med en Motorola 68008 CPU som släpptes 1984. QL använder multikörningsoperativsystemet Sinclair QDOS skapat av Tony Tebby som standard men även andra operativsystem kan användas (exempelvis CP/M). Det var på en Sinclair QL som Linus Torvalds började att konstruera och testa det som med tiden skulle komma att bli Linux. Klonerna Q40 och Q60 kan till exempel köra Linux. Sinclair QL slutade säljas 1986.